# Ożohowce
Ożohowce (ukr. Ожигівці) – wieś w rejonie wołoczyskim obwodu chmielnickiego Ukrainy, nad Zbruczem, w pobliżu źródeł rzeki. 
Ożohowce były w XVI wieku miasteczkiem należącym do Zbaraskich, którzy zbudowali w zachodniej jego części (na przeciwległym brzegu Zbrucza) zamek w Tokach.